# Dirk Friedriszik

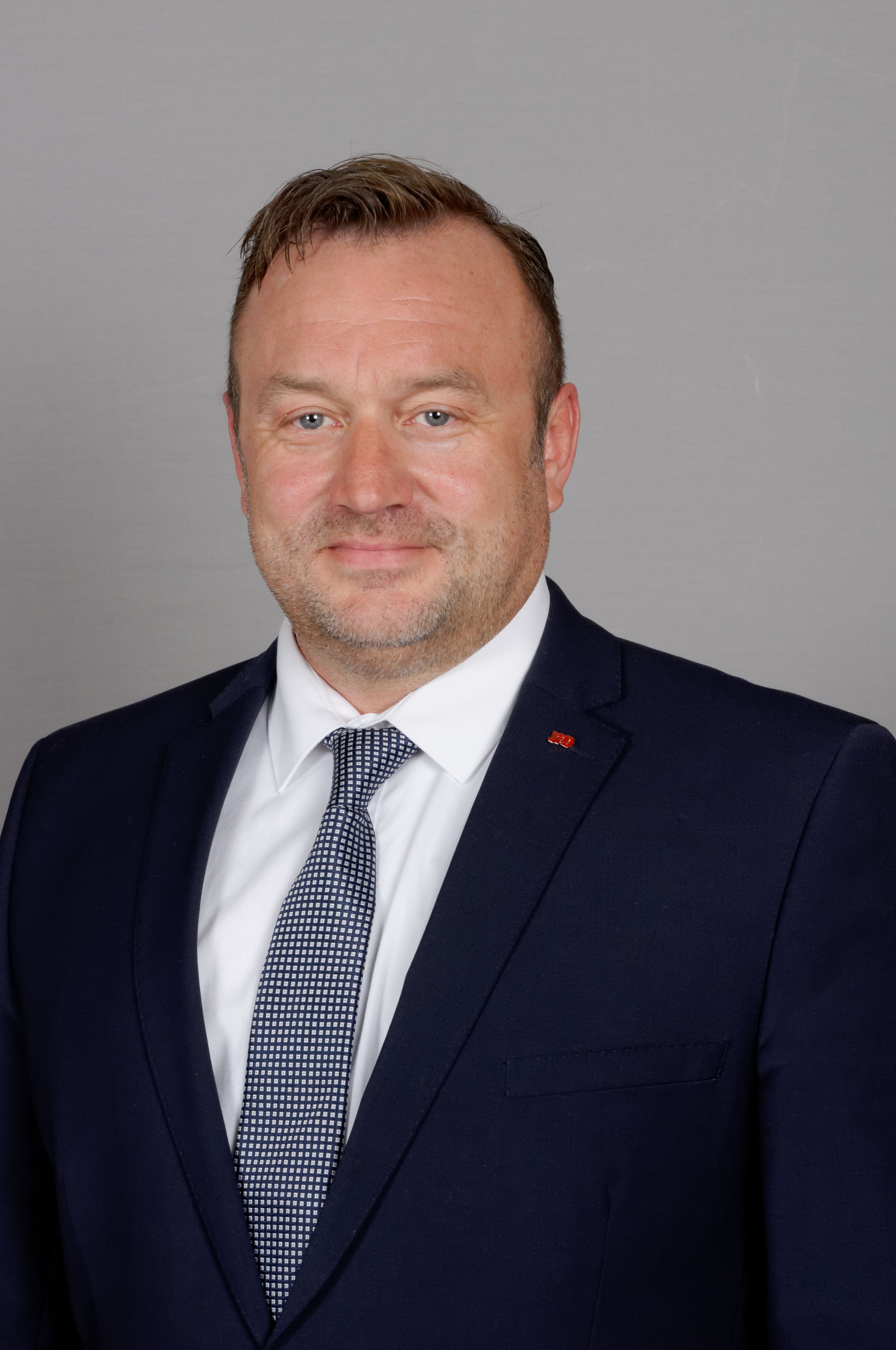
Dirk Friedriszik 2017

Dirk Andreas Friedriszik (* 10. Mai 1971 in Duisburg) ist ein deutscher Politiker (SPD).

## Leben
Nach dem Schulbesuch absolvierte Friedriszik eine Lehre als Elektriker, die er mit der Gesellenprüfung abschloss. Im Anschluss arbeitete er in seinem erlernten Beruf, zuletzt als Elektromeister. Im Jahr 1992 begann er eine Laufbahn als Berufssoldat und trat in den Dienst der Bundeswehr ein. In den folgenden Jahren diente er unter anderem als Soldat bei Auslandseinsätzen auf dem Balkan und in Afrika sowie bei Einsätzen zum Hochwasserschutz in Mecklenburg-Vorpommern. In den Jahren 2002 bis 2007 war er beim Eurokorps in Straßburg tätig. Seit 2011 ist er bei der Bundeswehr im Bereich der zivil-militärischen Zusammenarbeit des Landeskommandos Mecklenburg-Vorpommern eingesetzt.
Friedriszik ist seit 2014 Mitglied der Stadtvertretung in Ludwigslust. Bei der Landtagswahl in Mecklenburg-Vorpommern 2016 wurde er als Direktkandidat der SPD über den Landtagswahlkreis Ludwigslust-Parchim III in den Landtag Mecklenburg-Vorpommern gewählt. Das Direktmandat gewann er mit 28,7 % der Erststimmen.
Nachdem im März 2017 eine verschwiegene Mitgliedschaft in der AfD bekannt wurde, verzichtete Friedriszik auf seinen Posten als Vorsitzender im Rechtsausschuss und im Kontrollgremium für den Verfassungsschutz, der Parlamentarischen Kontrollkommission. Bei der Landtagswahl 2021 kandidierte er nicht erneut und schied somit aus dem Landtag aus.
Neben seiner beruflichen und politischen Tätigkeit engagiert sich Friedriszik ehrenamtlich unter anderem für die Arbeiterwohlfahrt und den Deutschen Bundeswehrverband.
Dirk Friedriszik ist verheiratet und hat drei Kinder. Er lebt mit seiner Familie in Techentin.